# حي السلام (ساة)

'

تعديل مصدري - تعديل

حي السلام هي إحدى قرى عزلة ساه بمديرية ساة التابعة لمحافظة حضرموت، بلغ تعداد سكانها 71 نسمة حسب تعداد اليمن لعام 2004.